# Sitio de Petropávlovsk
El sitio de Petropávlovsk fue la mayor operación en el escenario del Pacífico durante la guerra de Crimea. Comenzó el 18 de agosto de 1854, cuando un escuadrón aliado de tres fragatas francesas y británicas, una corbeta, un bergantín y un barco de vapor anclaron en la bahía de Avacha. El escuadrón era comandado por David Price y Febvrier-Despointes disponía de 218 cañones, comparados con los 68 cañones de los defensores de la principal ciudad de Kamchatka.
Dos días después, los aliados desembarcaron 600 soldados al sur de la ciudad, pero fueron rechazados por la guardia de 230 hombres, que tras un duro combate, les obligaron a retirarse. El 24 de agosto, alrededor de 970 hombres desembarcaron al oeste de Petropávlovsk, pero fueron fácilmente repelidos por 360 rusos. Tres días después, se ordenó al escuadrón abandonar las aguas rusas. Las bajas rusas se estiman en 100 soldados, los aliados perdieron 5 veces más.
En abril de 1855, Nikolái Muraviov-Amurski, decidió evacuar la ciudad por no tener fuerzas suficientes para repeler otro ataque.